# Macchi M.41 bis
Le Macchi M.41 bis est un hydravion monocoque italien de l'entre-deux-guerres.